# Jörn Kabisch
Jörn Kabisch (* 1971 bei München) ist ein deutscher Journalist, Autor und Gastwirt.

## Leben und Wirken
Jörn Kabisch studierte in Frankfurt am Main und Potsdam Jura und Philosophie. Nach einem Volontariat bei der Märkischen Oderzeitung war er zwei Jahre bei der Wochenzeitung Freitag als Inlandsredakteur tätig. 2001 wechselte er zur taz und war dort in verschiedenen Funktionen tätig. Als Redakteur für besondere Aufgaben betreute er die Regionalisierung der Lokalteile in Nordrhein-Westfalen, Hamburg und Bremen. Zuletzt war er Leiter des Schwerpunktressorts der taz. Im Jahr 2008 wechselte er zur Wochenzeitung Der Freitag und entwickelte für deren Relaunch das Konzept der Verzahnung von Print und Online. Bis 2012 war Jörn Kabisch stellvertretender Chefredakteur der Zeitung.
Jörn Kabisch publiziert seit 2006 regelmäßig Gastronomie-Kolumnen in der taz und im Freitag („Angezapft“, „Der Koch“). 2018 erschien sein erstes Buch Mit Herd und Seele.
Seit Mai 2022 führt er als Wirt und Koch das Gasthaus zum Schwan im unterfränkischen Castell.